# Campionati europei di concorso completo 1981
I Campionati europei di concorso completo 1981 si sono svolti a Horsens, in Danimarca.

## Podi
| Evento           | Oro              | Argento           | Bronzo          |
| Gara individuale | Hansueli Schmutz | Helmut Rethemeier | Brian McSweeney |
| Gara a squadre   | Regno Unito      | Svizzera          | Polonia         |

## Medagliere
| Posiz. | Nazione     | Oro | Argento | Bronzo | Totale |
| ------ | ----------- | --- | ------- | ------ | ------ |
| 1      | Svizzera    | 1   | 1       | 0      | 2      |
| 2      | Regno Unito | 1   | 0       | 0      | 1      |
| 3      | Svizzera    | 0   | 1       | 0      | 1      |
| 4      | Polonia     | 0   | 0       | 1      | 1      |
| 4      | Irlanda     | 0   | 0       | 1      | 1      |
| Totale | Totale      | 2   | 2       | 2      | 6      |